# Erymantiska vildsvinet

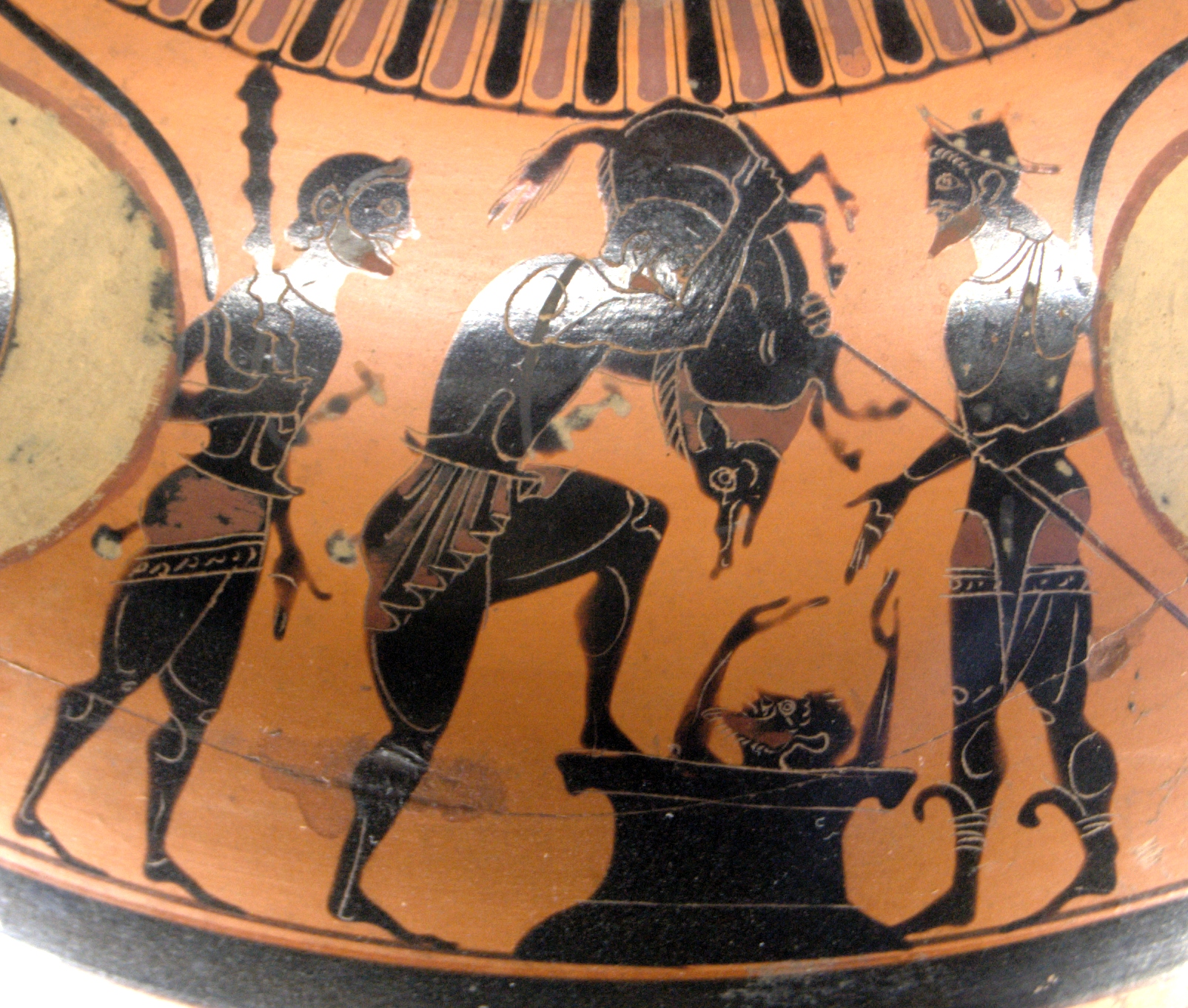
Herakles håller vildsvinet över Eurystheus på en amfora från omkring 525 f.Kr.

Det erymantiska vildsvinet (grekiska: Ἐρυμάνθιος κάπρος Erymánthios kápros) var i grekisk mytologi ett stort och skräckinjagande vildsvin som levde på berget Erymanthos i det arkadiska höglandet. Att fånga vildsvinet var Herakles fjärde stordåd. Diodorus Siculus Bibliotheca historica och Pseudo-Apollodoros Bibliotheke återger hur Herakles bar hem det levande vildsvinet på ryggen, och hur Eurystheus, som hade beordrat stordådet, blev så rädd att han gömde sig i en pithos, det vill säga en stor och delvis nedgrävd kruka menad för förvaring.
Herakles hemkomst med svinet över axeln och Eurystheus som gömmer sig i krukan var ett mycket populärt motiv i den grekiska konsten. Det förekommer på många vaser och som skulpturer från och med mitten av 500-talet före Kristus. Det förblev vanligt in på 200-talet efter Kristus och förekommer även senare, bland annat på en av Markuskyrkan i Venedigs fasader.